# Élections sénatoriales de 2004 dans l'Essonne
Les élections sénatoriales en Essonne se sont déroulées le dimanche 26 septembre 2004. Elles avaient pour but d’élire les cinq sénateurs représentant le département au Sénat pour un mandat de six années.

## Contexte légal
Les élections cantonales de 2004 sont les premières organisées depuis la réforme du code électoral modifiant la durée de mandat de neuf à six ans et la répartition des scrutins. Le département de l’Essonne est ainsi passé de la série C à la série 1.

## Sénateurs sortants
| Sénateur | Sénateur            | Parti | Fonctions lors de l'élection en 1995              |
| -------- | ------------------- | ----- | ------------------------------------------------- |
|          | Paul Loridant       | MRC   | Sénateur sortant, maire des Ulis                  |
|          | Claire-Lise Campion | PS    | Maire de Bouray-sur-Juine                         |
|          | Laurent Béteille    | UMP   | Conseiller général, maire de Brunoy               |
|          | Bernard Mantienne   | UMP   | Conseiller général, maire de Verrières-le-Buisson |
|          | Max Marest          | UMP   | Sénateur sortant, conseiller général              |

## Résultats
Répartition des résultats.
- Liste Loridant (7,99 %)
- Liste Le Duc (3,62 %)
- Liste Mélenchon (34,74 %)
- Liste Genest (0,65 %)
- Liste Pelletant (4,85 %)
- Liste Schoettl (3,84 %)
- Liste Delahaye (9,65 %)
- Liste Béteille (11,48 %)
- Liste Dugoin (6,81 %)
- Liste Dassault (15,67 %)
- Liste De Rostolan (0.65%)
- Liste Orient (0.04%)

| Tête de liste  | Tête de liste       | Liste          | Voix  | %        | Sièges |
| -------------- | ------------------- | -------------- | ----- | -------- | ------ |
|                | Jean-Luc Mélenchon  | PS-PCF         | 796   | 34,74    | 3      |
|                | Serge Dassault      | UMP            | 359   | 15,67    | 1      |
|                | Laurent Béteille    | UMP            | 263   | 11,48    | 1      |
|                | Vincent Delahaye    | UMP            | 221   | 9,65     |        |
|                | Paul Loridant       | MRC            | 183   | 7,99     |        |
|                | Xavier Dugoin       | UMP            | 156   | 6,81     |        |
|                | François Pelletant  | DVD            | 111   | 4,85     |        |
|                | Christian Schoettl  | DVD            | 88    | 3,84     |        |
|                | Jean-Patrick Le Duc | Verts          | 83    | 3,62     |        |
|                | Michel de Rostolan  | FN             | 18    | 0,65     |        |
|                | Jean-Yves Genest    | DVG            | 15    | 0,65     |        |
|                | Régis Orient        | MNR            | 1     | 0,04     |        |
|                |                     |                |       |          |        |
| Inscrits       | Inscrits            | Inscrits       | 2 329 | 100,00 % |        |
| Abstentions    | Abstentions         | Abstentions    | 22    | 0,94     |        |
| Votants        | Votants             | Votants        | 2 307 | 99,06    |        |
| Blancs et nuls | Blancs et nuls      | Blancs et nuls | 16    | 0,69     |        |
| Exprimés       | Exprimés            | Exprimés       | 2 291 | 99,31    |        |

### Sénateurs élus
| Sénateur | Sénateur            | Parti |
| -------- | ------------------- | ----- |
|          | Bernard Véra        | PCF   |
|          | Jean-Luc Mélenchon  | PS    |
|          | Claire-Lise Campion | PS    |
|          | Laurent Béteille    | UMP   |
|          | Serge Dassault      | UMP   |

## Pour approfondir